# 艾比蓋兒·考恩
艾比蓋兒·考恩（英語：Abigail Cowen，1998年3月18日—），美國女演員。憑藉參演Netflix影集《莎賓娜的顫慄冒險》（2018年至2020年）以及《Fate：魔法俏佳人傳奇》（2021年至2022年）而聞名。

## 早年
艾比蓋兒·考恩生於佛羅里達州蓋恩斯維爾。與兄弟道恩（Dawson）在農場成長。小時候上過表演課。就讀奧維耶多高中時是名田徑運動員。考恩在佛罗里达大学學習公關，2016年隨家人搬到加利福尼亞州洛杉磯，以追求演藝事業。

## 作品列表

### 電影
| 年份 | 標題                 | 角色          | 附註 |
| ---- | -------------------- | ------------- | ---- |
| 2020 | 《依然相信》         | 艾德麗安·里辛 |      |
| 2021 | 《當代獵巫行動》（Witch Hunt） | 費歐娜（Fiona）    |      |
| 2022 | 《誰可以這樣愛我》   | 安吉兒（Angel）    |      |

### 電視
| 年份      | 標題                     | 角色              | 附註       |
| --------- | ------------------------ | ----------------- | ---------- |
| 2014      | 《童病相連》             | 布魯克琳（Brooklyn）      | 單集：〈〉 |
| 2017      | 《怪奇物語》             | 薇姬·查邁克爾（Vicki Charmichael） | 2集        |
| 2017–2018 | 《群策群力》             | 米亞·坦納（Mia Tanner）     | 常駐演員   |
| 2018      | 《如此一家人》           | 伊麗莎·亨特（Eliza Hunter）   | 4集        |
| 2018–2020 | 《莎賓娜的顫慄冒險》     | 朵卡絲·奈特（Dorcas Night）   | 常駐演員   |
| 2019      | 《權力夫婦》（The Power Couple）         | 瑞可切（Ricochet）        | 迷你劇     |
| 2021–2022 | 《Fate：魔法俏佳人傳奇》 | 蕾兒（Bloom）          | 主演       |

## 外部連結
- 艾比蓋兒·考恩在互联网电影资料库（IMDb）上的資料（英文）